# (20739) 1999 XM193
(20739) 1999 XM193 è un asteroide troiano di Giove del campo greco. Scoperto nel 1999, presenta un'orbita caratterizzata da un semiasse maggiore pari a 5,209367 UA e da un'eccentricità di 0,138180, inclinata di 12,118849° rispetto all'eclittica. Ha un diametro di 27,043 km e un'albedo di 0,073.